# Тантра (альбом)
«Тантра» — другий студійний альбом українського рок-гурту «Пирятин», виданий 29 травня 2020.
«Саме як музичний проєкт ми спираємося на західні, можна сказати атлантичні традиції. І мелодійно, і ритмічно в «Тантрі», як і в попередньому альбомі «Атентат», можна відчути найрізноманітніші в цьому плані впливи. Альбом всотав у себе багато чого з ірландської, шотландської, американської фолкових традицій та з американської рок сцени в широкому розумінні, глибоко переосмислив усе це на українському ґрунті, однак без жодного натяку на східноєвропейські мелодизми, які, чесно сказати, ми не вітаємо. А як творча одиниця в цілому «Пирятин» має також й певну культурологічну місію. Ми пропагуємо щирість як таку, і це добре видно по наших текстах, які часто не обходяться без цілком виправданого кріпкого слова. Люди ходять на наші концерти тому, гадаю, що ми дійсно співаємо і граємо саме про них, а не лише для них», – каже Іван Семесюк.
Музика – Пирятин, саундпродюсер – Артем Малюга, тексти пісень та автор обкладинки – Іван Семесюк.

## Список композицій
| #   | Назва                  | Тривалість |
| --- | ---------------------- | ---------- |
| 1.  | «СМТ»                  | 3:29       |
| 2.  | «Цицьки»               | 4:06       |
| 3.  | «Помаленьку»           | 2:58       |
| 4.  | «Аватар»               | 3:36       |
| 5.  | «Родіна»               | 5:53       |
| 6.  | «Тараща»               | 3:31       |
| 7.  | «Народився На Районі»  | 4:16       |
| 8.  | «Тантра»               | 6:05       |
| 9.  | «Вуса»                 | 4:02       |
| 10. | «Пиздюки»              | 3:26       |
| 11. | «Човник»               | 4:05       |
| 12. | «Привид (Bonus Track)» | 6:19       |

## Учасники запису
- Іван Семесюк — вокал, губна гармошка, вістл, поперечні флейти;
- Андрій “Біт” Литвинок – барабани;
- Артем Малюга – бас-гітара, гітара, додаткові інструменти;
- Богдан Буткевич – гітара, банджо, бек-вокали;
- Надя Каламєєць – бек-вокали.[3]